# 핼리혜성탐사시험기 사키가케
핼리혜성탐사시험기 사키가케(영어: Sakigake, 일본어: ハレー彗星探査試験機「さきがけ（MS-T5）」→선구자) 또는 MS-T5는 일본의 첫 행성간 우주 탐사선이었고, 미국과 소련을 제외한 나라에서 발사된 최초의 우주 탐사선이었다. 사키가케는 새로운 발사체를 시험하고, 일본의 기초 공학으로 지구의 중력을 탈출해 보였으며, 과학자들을 위한 데이터를 수집하기도 했다. 탐사 장비들은 몇 개월 후에 발사되는 스이세이 탐사선의 장비를 개선하기 위해 사용되었다.
사키가케는 우주과학연구소(현재는 일본 우주항공연구개발기구라고 불린다)에서 개발되었다. 사키가케는 스이세이, 소련과 프랑스의 베가 탐사선들, 유럽 우주국의 지오토와 미국 항공우주국의 국제 혜성 탐사선과 핼리 함대를 결성하여 1986년 핼리 혜성이 내태양계를 지나갈 때 혜성에 접근해 여러 탐사를 수행하였다.

## 설계
쌍둥이 탐사선인 스이세이처럼, 계측 장치 중에는 사진기가 없었다.

## 발사
사키가케는 가고시마 우주 센터에서 1985년 1월 7일 뮤 로켓으로 발사되었다.

## 핼리 혜성 접근
사키가네는 1986년 3월 11일 핼리 혜성을 699만 킬로미터의 거리를 두고 통과했다.

## 자코비니-지너 접근
1998년 탐사선을 자코비니-지너 혜성을 통과하게 만들자는 계획이 있었지만, 추진제가 부족하여 계획은 취소되었다.

## 탐사 종료
1995년 11월 15일 탐사선과의 통신이 끊겼지만, 1999년 1월 7일까지 무선 표지 신호는 계속 수신되었다.